# 僧綱補任
『僧綱補任』（そうごうぶにん）とは僧綱の補任記録を年次によりまとめた書物。加えて、承和元年（834年）と同4年以降（837年）には已講の講師の記録も載せる。

## 諸本
興福寺本
6巻の巻物であり、紙背文書に平清盛の書が含まれる。推古天皇32年（624年）、天武天皇2年（673年）、文武天皇2年（698年）から康治元年（1142年）までの各年の記録が残っている。1910年8月29日重要文化財。『大日本仏教全書』巻123所収。
真福寺本（『七大寺年表』）

2巻であるが、上巻の巻首を欠いている。このため、『七大寺年表』だと誤認されていた。奥書によれば「永万元年十月此書書写了。恵珍之。一校了。不審更多」とあるが、平田俊春は、「真福寺本」（『七大寺年表』）は『僧綱補任抄出』の抄出元である「東大寺東南院経蔵本十二巻忠珍僧都撰」であり、恵珍が「真福寺本」（『七大寺年表』）の編者であると指摘している。内容は天武天皇11年（682年）から延暦21年（802年）までで、「興福寺本」に『扶桑略記』などから増補されている。1951年6月9日重要文化財。『大日本仏教全書』巻111、『続群書類従』巻792所収。
僧綱補任抄出
2巻。「東大寺東南院経蔵本十二巻忠珍僧都撰」を深賢が抄出したもの。内容は推古天皇32年（624年）から永万元年（1165年）までであり、本書が万永元年までであることから、永万元年十月書写の「真福寺本」（『七大寺年表』）の編者は恵珍であると指摘されている。東大寺所蔵。『群書類従』巻54、『大日本仏教全書』巻111所収。
彰考館本
2巻。巻1は安和2年（969年）から長元8年（1035年）、巻2は嘉承2年（1107年）から保延4年（1138年)。崇徳天皇代（1123年 - 1142年）に成立し、室町時代の書写された。「興福寺本」との食い違いが多数ある。
寿永2年（1183年）から元暦2年（1185年）の残欠
簡略で誤字が多い。宮内庁書陵部（近世写本3冊）、東京大学、静嘉堂文庫所蔵。『大日本仏教全書』巻111所収。
究竟僧綱補任
応保2年（1162年）の記録。高山寺旧蔵。フランク・ホーレー、弘文荘の手を経て、1958年、東大寺が購入。2001年、『南都仏教』80号に横内裕人により陰影・翻刻。
五十音引僧綱補任 僧歴綜覧
平林盛得・小池一行編。笠間書院笠間索引叢刊。1976年1月1日発売。僧綱補任を「僧名毎に編成替えし」た本であり、興福寺本を「中心」に、「真福寺本」、『抄出』、「彰考館本」、残欠の記事を加える。2008年11月10日、「増訂版」を発売し、「究竟僧綱補任」と『平安遺文』の記事を加えた。2016年2月13日、1976年版を国文学研究資料館学術情報リポジトリで公開。